# NGC 6757
NGC 6757 es una galaxia espiral barrada (SB0-a) localizada en la dirección de la constelación de Draco. Posee una declinación de +55° 43' 03" y una ascensión recta de 19 horas, 05 minutos y 06,1 segundos.
La galaxia NGC 6757 fue descubierta en 15 de agosto de 1884 por Lewis A. Swift.